# Orakel

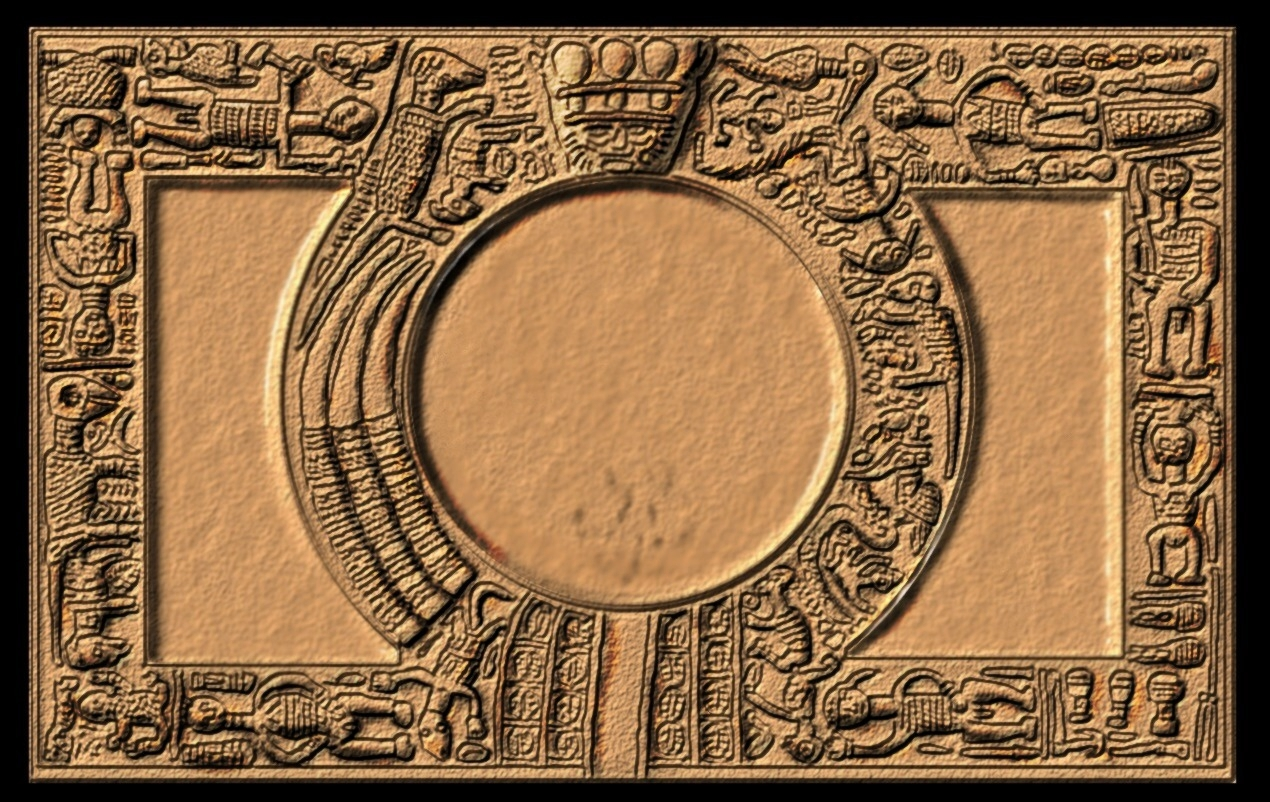
Ifa Orakel uit de zestiende of zeventiende eeuw, Ulmer Museum, Ulm

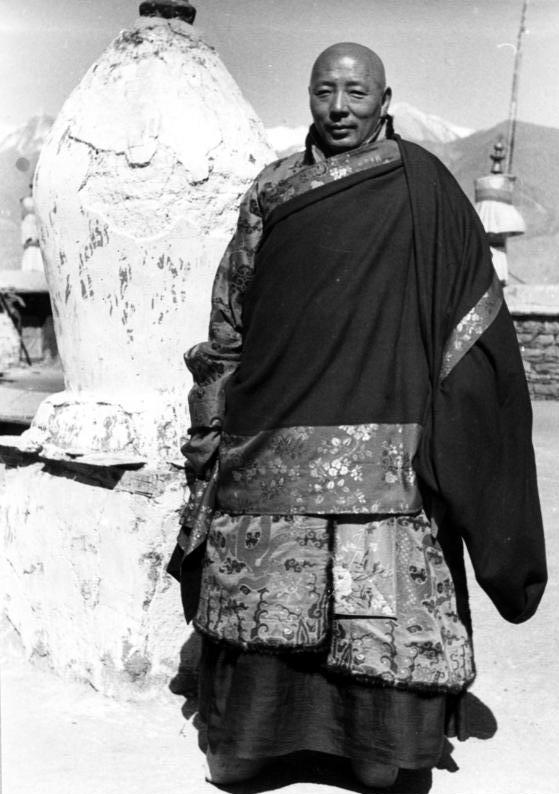
Het tiende Tibetaans staatsorakel, Lobsang Namgyal; foto genomen in Nechung tijdens Tibetexpeditie in 1938

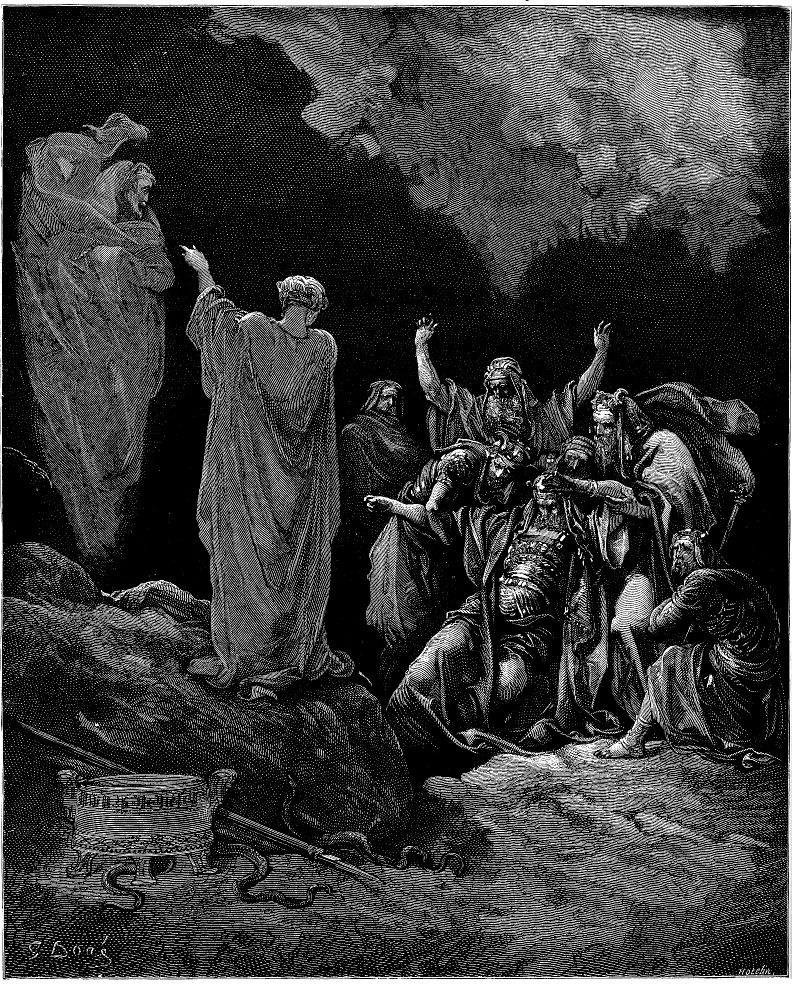
Saul en de heks van Endor, Gustave Doré, 1866

Een orakel (Grieks: χρησμός) verwijst in de eerste plaats naar een uitspraak die onder goddelijke inspiratie werd gedaan, met name in de oudheid. Soms duidt men er de plaats mee aan waar het orakel plaatsvond ("het orakel van Delphi"), of een persoon of bemiddelaar (medium) die beweert over profetische gaven te beschikken en in staat is een door een of meer vermeende godheden ingefluisterde boodschap of wijze raadgevingen te brengen. 

## Oorsprong
Hoewel de term vooral met de Griekse mythologie en de religieuze praktijk van de oude Grieken wordt geassocieerd, was het orakel als instelling of praktijk reeds voor de tijd van de Grieken in gebruik. Daarvan getuigen bijvoorbeeld de megalithische tempels van Malta, waarin zich typische orakelnissen bevonden, met een akoestiek die de stem veel luider deed klinken en met wanden in rode oker beschilderd met een typisch spiraalmotief.
Voor de Grieken was het orakel bij uitstek het communicatiepunt met hun goden. Het orakel beweerde de wil van een of meer goden weer te geven, en uiteindelijk ook altijd uit te komen, ook al werd het niet altijd correct begrepen en trachtten velen zich eraan te onttrekken.
Er waren in de oudheid verschillende eerbiedwaardige orakelplaatsen bekend, maar het Orakel van Delphi met de Pythia was het drukst bezochte en meest gerespecteerde van de gehele oudheid. Andere orakels waren;
- het Orakel van Clarus
- het Orakel van Patara
- het Orakel van Dodona in Epirus
- het Orakel van Trophonios nabij Lebadeia
- het Orakel van Didyma
- het Orakel van Cumae met de Sibille van Cumae

Een orakel zetelde in het adyton, het allerheiligste van een Griekse tempel.

## Orakels van de oudheid en het christendom
De christenen zijn er eeuwenlang van overtuigd geweest dat de orakels van de oudheid door duivels en demonen werden "bediend" en dat zij na de geboorte van Jezus zwegen. De pogingen van filosofen uit de vroege Verlichting om aan te tonen dat de orakels ook na het begin van onze jaartelling nog functioneerden, werden scherp veroordeeld door theologen. Teksten waarin werd gesteld dat de orakels pas zwegen nadat de christen geworden Romeinse keizers de orakels sloten en het waarzeggen verboden werden scherp gecensureerd.

## Verschillende vormen
Vormen van orakels zijn bijvoorbeeld:
- Orakelbotten uit China
- I Ching, het Chinese orakelboek
- Ifa-orakel (zie ook Orisha), vermeld op de Lijst van Meesterwerken van het Orale en Immateriële Erfgoed van de Mensheid
- Baitylia (ook wel Abadir, meteoorstenen)
- De Urim en Tummim uit de Hebreeuwse Bijbel worden ook wel orakelstenen genoemd
- In de Hebreeuwse Bijbel bezocht Saul de geestenbezweerster van Endor. Zij voorspelde rampspoed. De drie zonen van Saul kwamen te overlijden en Saul zelf stortte zich in zijn zwaard. Daarom wordt de geestenbezweerster ook wel orakel of heks genoemd.

Tijdens de Han-dynastie verdween het voorspellen met schildpadschilden en werd de I Ching en het daarop gebaseerde voorspellen met behulp van stengels van het duizendblad steeds belangrijker.
Sibillen waren vrouwen die de toekomst voorspelden in de klassieke oudheid (zie ook de Sibillijnse boeken). Ook een ziener en profeet kan de toekomst voorspellen. Een haruspex kan de toekomst zien in de ingewanden van dieren.
Een augur bestudeert de vlucht van vogels, Kalchas werd door Homeros de wijste van de vogelwichelaars genoemd. Wie het orakel van Kalchas wilde raadplegen, offerde hem een zwarte bok en ging op het vel daarvan in de tempel van Kalchas slapen. De persoon vernam dan wat hij weten wilde in een droom.
Het orakel bij de tempels van Svantovit, de god van de wichelarij en de oorlog uit de Slavische mythologie, gebruikte een dobbelsteen bij zijn voorspellingen. De domovoj werd vroeger ook wel gezien als een orakel omdat zijn gedrag de toekomst of onheil zou kunnen voorspellen.
Het Tibetaans staatsorakel zetelde in Nechung, maar na de Tibetaanse diaspora in McLeod Ganj.
In Suriname is de watramama, mama-sneki of slangenmoeder bekend, dit is een vrouwelijke magiër.
In Ivoorkust wordt het muizenorakel ('gbekle', ook wel 'gbekre') meegedragen door rondreizende waarzeggers.

## Afbeeldingen

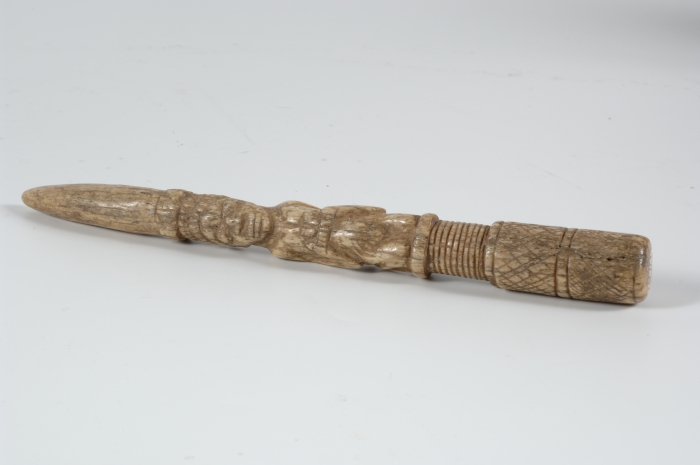
Ivoren orakelstaf van de Ifa priester
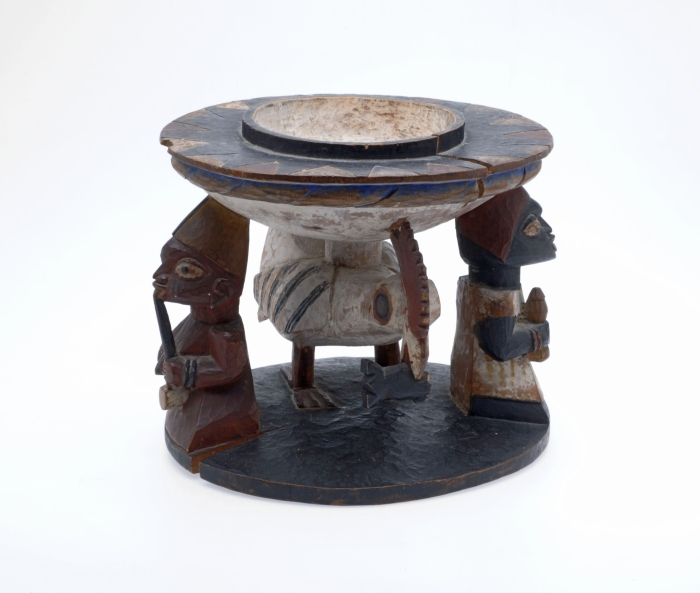
Houten orakelschaal met figuratieve steun
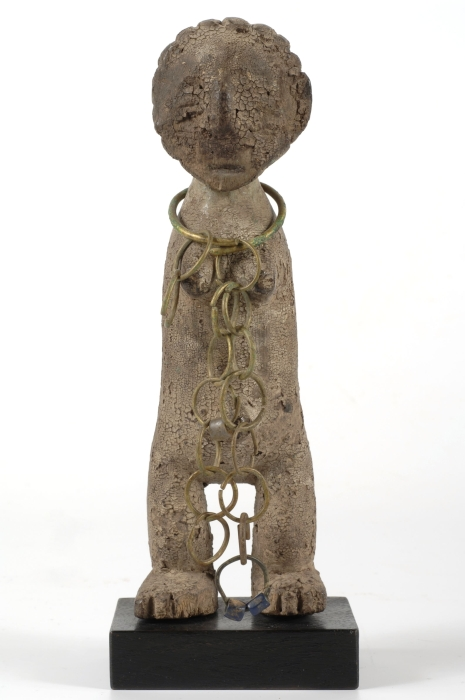
Houten orakelbeeld in de vorm van een vrouwenfiguur met magische eigenschappen
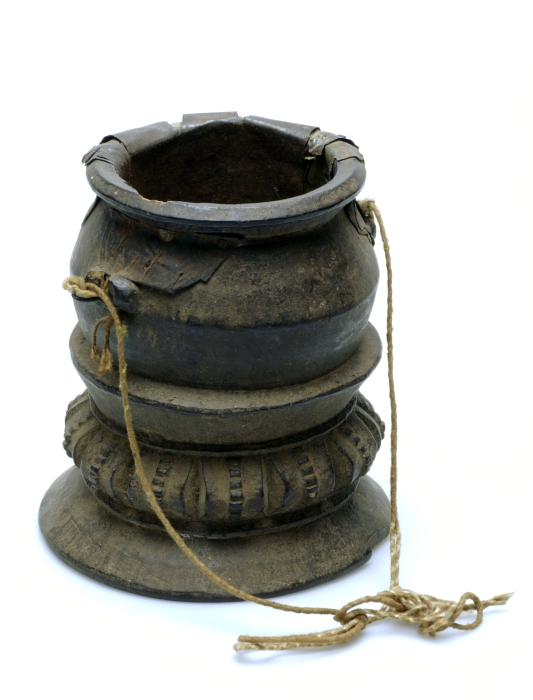
Houten muizenorakel
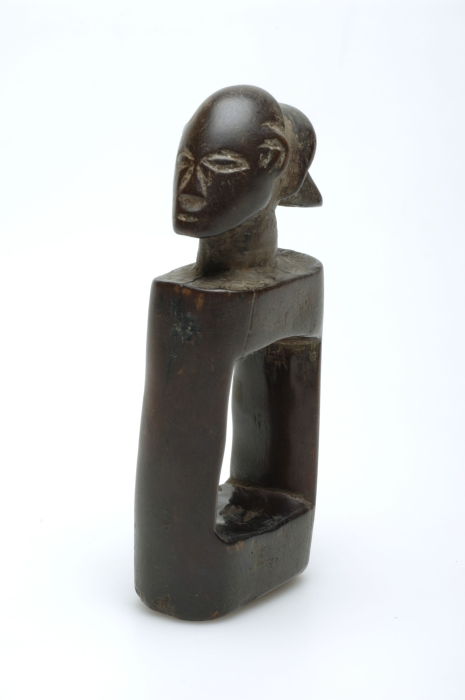
Houten wrijforakel met aan de bovenzijde een vrouwenhoofd
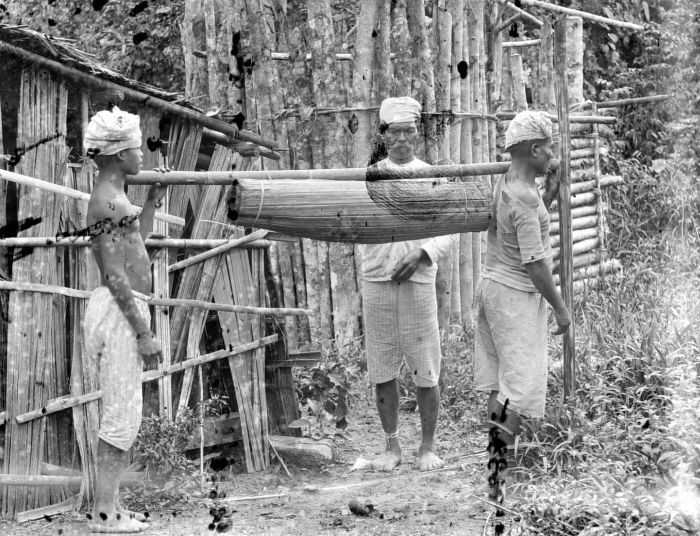
Het raadplegen van een orakel door een ziener over een doodsoorzaak